# San Quintin (Abra)
San Quintin ist eine philippinische Stadtgemeinde in der Provinz Abra. Sie hat 5438 Einwohner (Zensus 2015).

## Baranggays
San Quintin ist politisch unterteilt in sechs Baranggays.
- Labaan
- Palang
- Pantoc
- Poblacion
- Tangadan
- Villa Mercedes